# Awanhard Stalino
Awanhard Stalino (ukr. Футбольний клуб «Авангард» Сталіно, Futbolnyj Kłub "Awanhard" Stalino) – ukraiński klub piłkarski z siedzibą w Doniecku.

## Historia
Chronologia nazw:
- 193?—19??: Awanhard Stalino (ukr. «Авангард» Сталіно)

Drużyna piłkarska Awanhard Stalino została założona w mieście Stalino w latach 30. XX wieku. W 1938 klub debiutował w rozgrywkach Pucharu ZSRR. Potem kontynuował występy w rozgrywkach Mistrzostw i Pucharu obwodu donieckiego, dopóki nie został rozwiązany.

## Sukcesy
- Puchar ZSRR:

1/512 finału: 1938